# كورنيليس أنتونيز

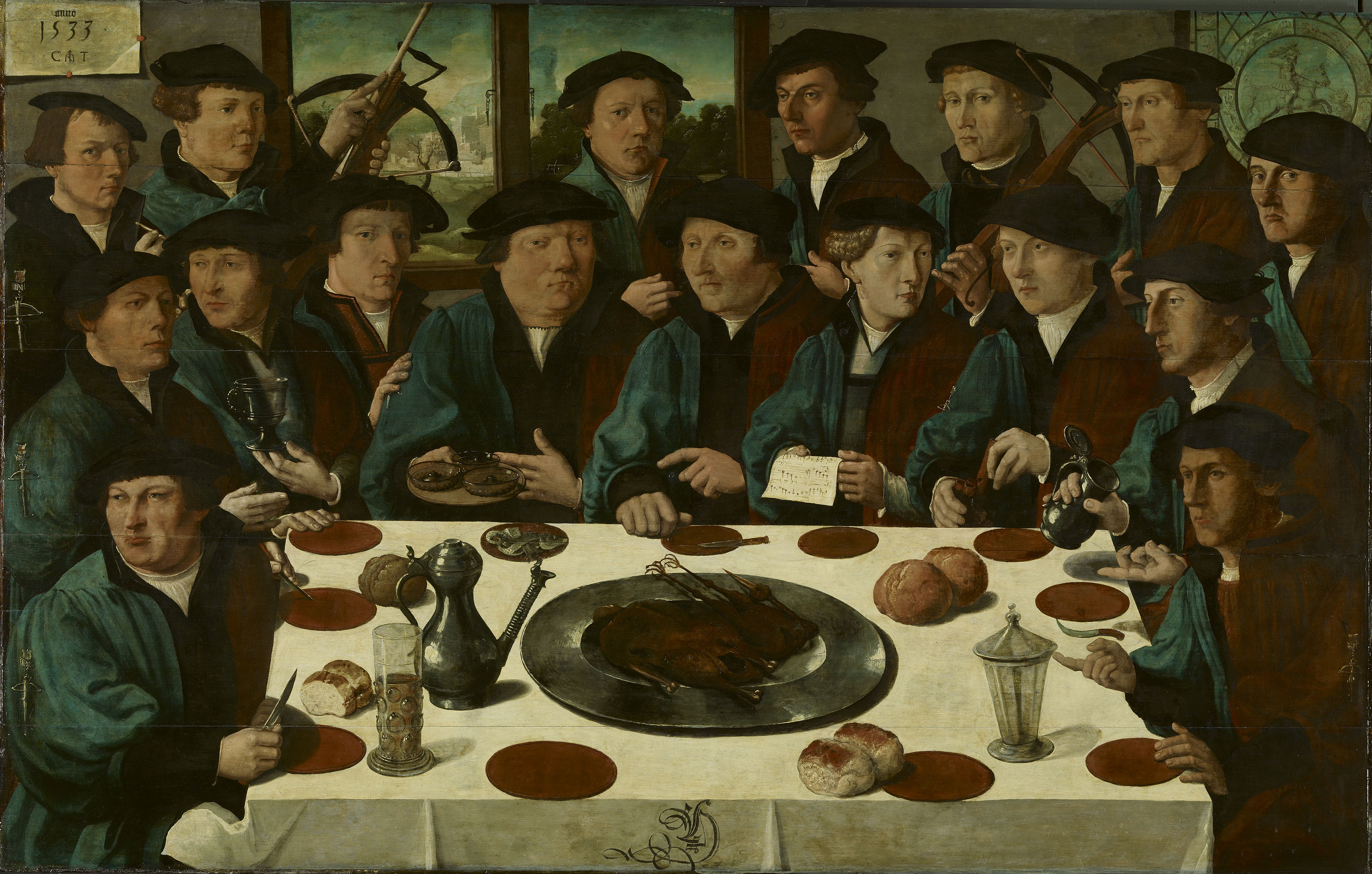
مأدبة لأعضاء الحرس المدني في كروسبو بأمستردام من تأليف كورنيليس أنتونيز.

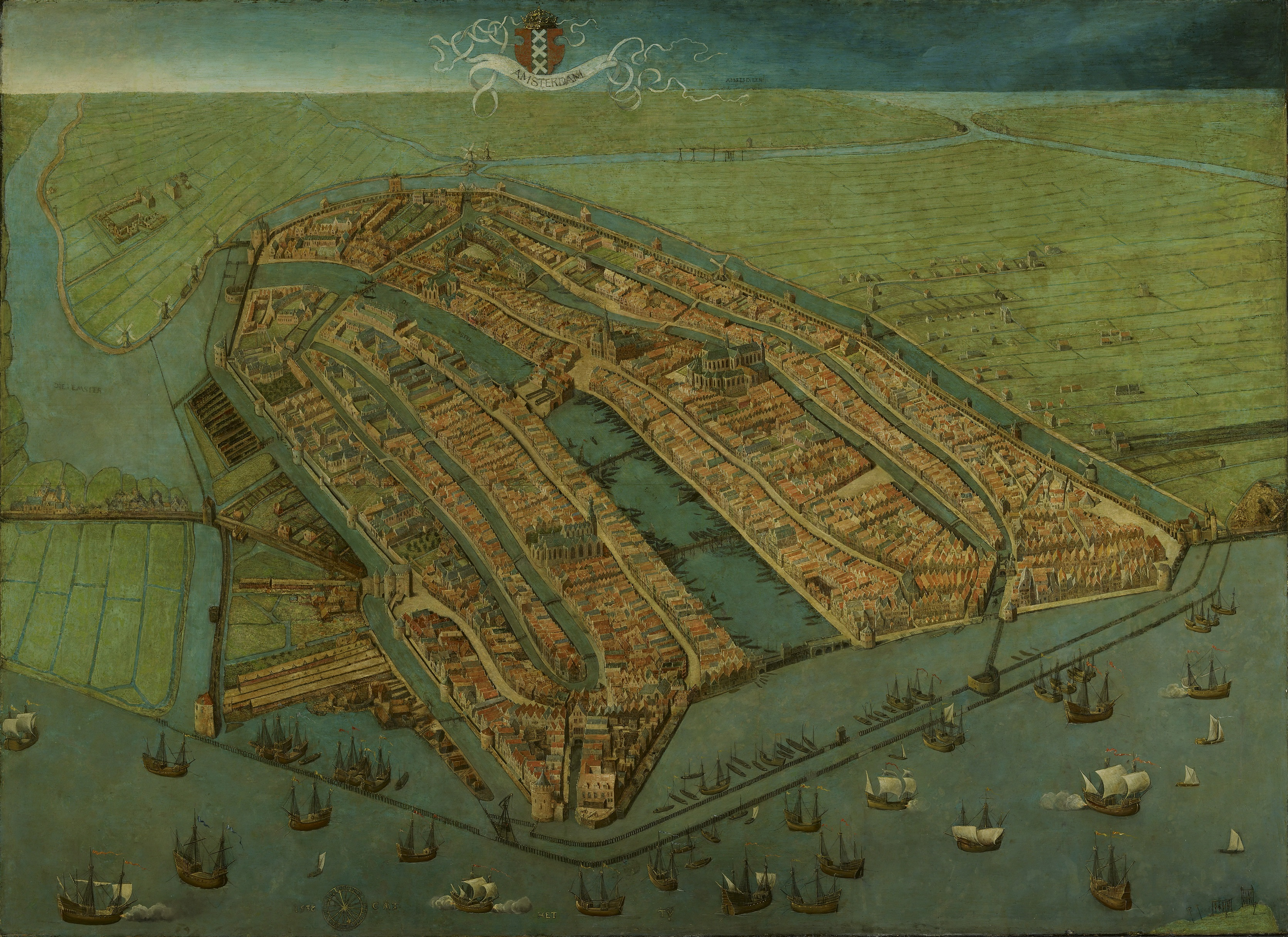
رؤية عين الطير في أمستردام. 1538

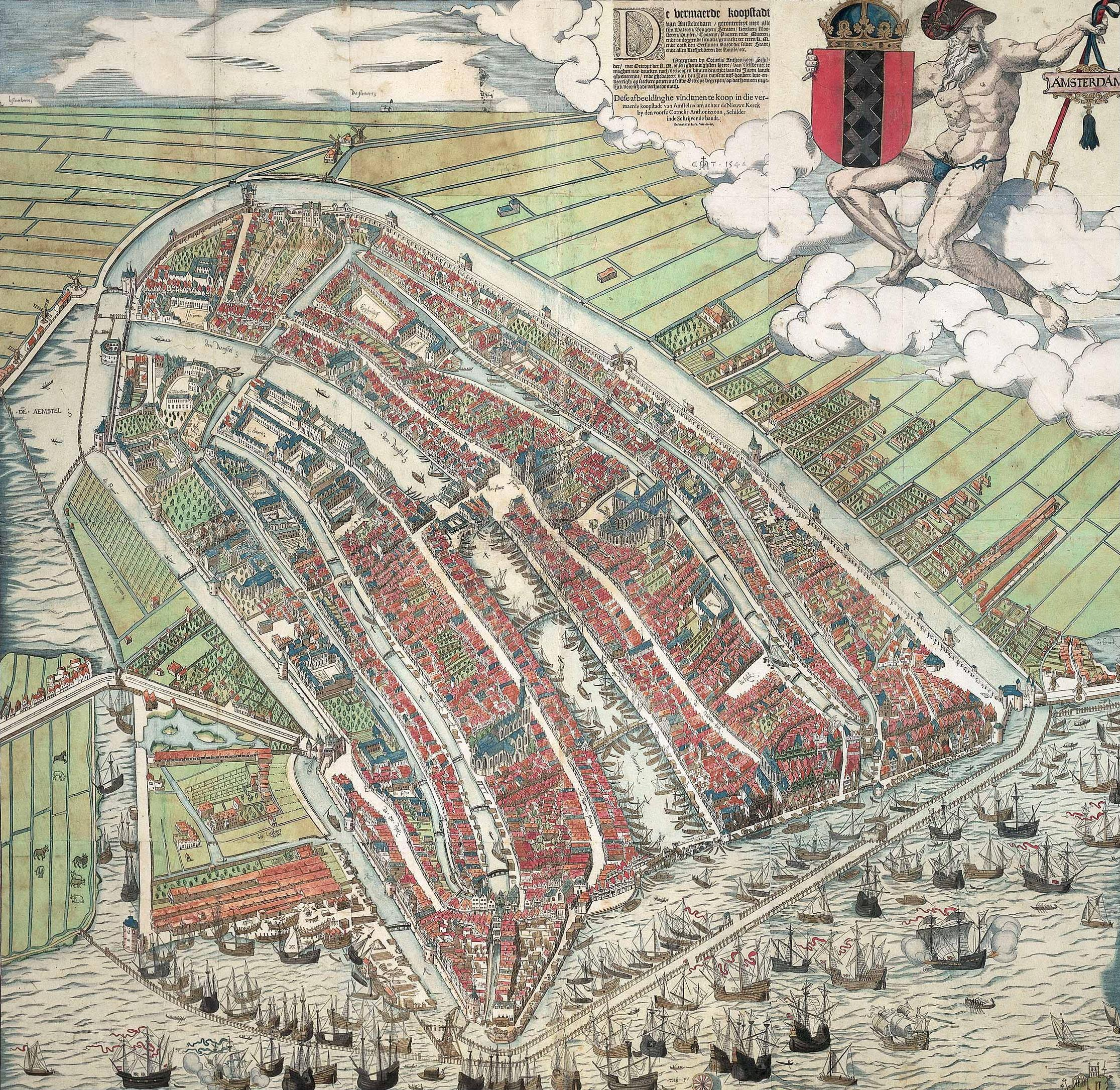
رؤية عين الطير في أمستردام. 1544

كورنيليس أنتونيز (بالهولندية: Cornelis Anthonisz.)‏ (و.1505 - 1553) كان رسامًا هولنديًا ونحاتًا وصانع خرائط.

## حياته
ولد في أمستردام حوالي 1505 م. كان حفيدًا لجاكوب كورنيلز فان أوستسانين، الذي ربما علمه الرسم، وابن عم ديرك جاكوبس. في 1538 م رسم أول خريطة كاملة لأمستردام قُدمت هدية لتشارلز الخامس.
يشتهر في الغالب بلوحاته الخشبية، وخاصة منظر عين الطائر في أمستردام، منذ عام 1544 م. طُبعت هذه الصورة في 12 قطعة من الخشب، وأُعيد نسخها طباعتها بصفتها خريطة دقيقة حتى القرن السابع عشر. لسوء الحظ، تضررت اللوحة بشدة في حريق في قاعة مدينة أمستردام في عام 1652 م، ولكن تم ترميمها في عام 1932م. العديد من المباني في هذه اللوحة لا تزال قائمة اليوم.
كما قام بعمل عدة رسومات لرؤساء الدول والمطبوعات المجازية. نجا اثنان فقط من لوحاته التي نسبت إليه، ومثال مبكر للغاية لصورة مجموعة الميليشيا أو ووليمة 1533 لأعضاء الحرس المدني في مدينة أمستردام ( Braspenningsmaaltijd ) وصورة لرينود الثالث فان بريديرود . توفي آنتونيسز في مسقط رأسه أمستردام في 1553 م.
قام يان ميكير بنسخ لوحته الشهيرة «رؤية عين الطائر لأمستردام» في عام 1652 م.

## روابط خارجية
- بيتر بروغل الأكبر: رسومات ومطبوعات ، كتالوج معرض النص الكامل من متحف المتروبوليتان للفنون، والذي يتضمن مواد عن كورنيليس أنتونيز. (انظر الفهرس)
- كورنيليس أنتونيز. في متحف ريجكس أمستردام
- متحف أمستردام التاريخي